# Gåseborg
För den fiktiva staden i Kalle Anka, se Gåseborg.

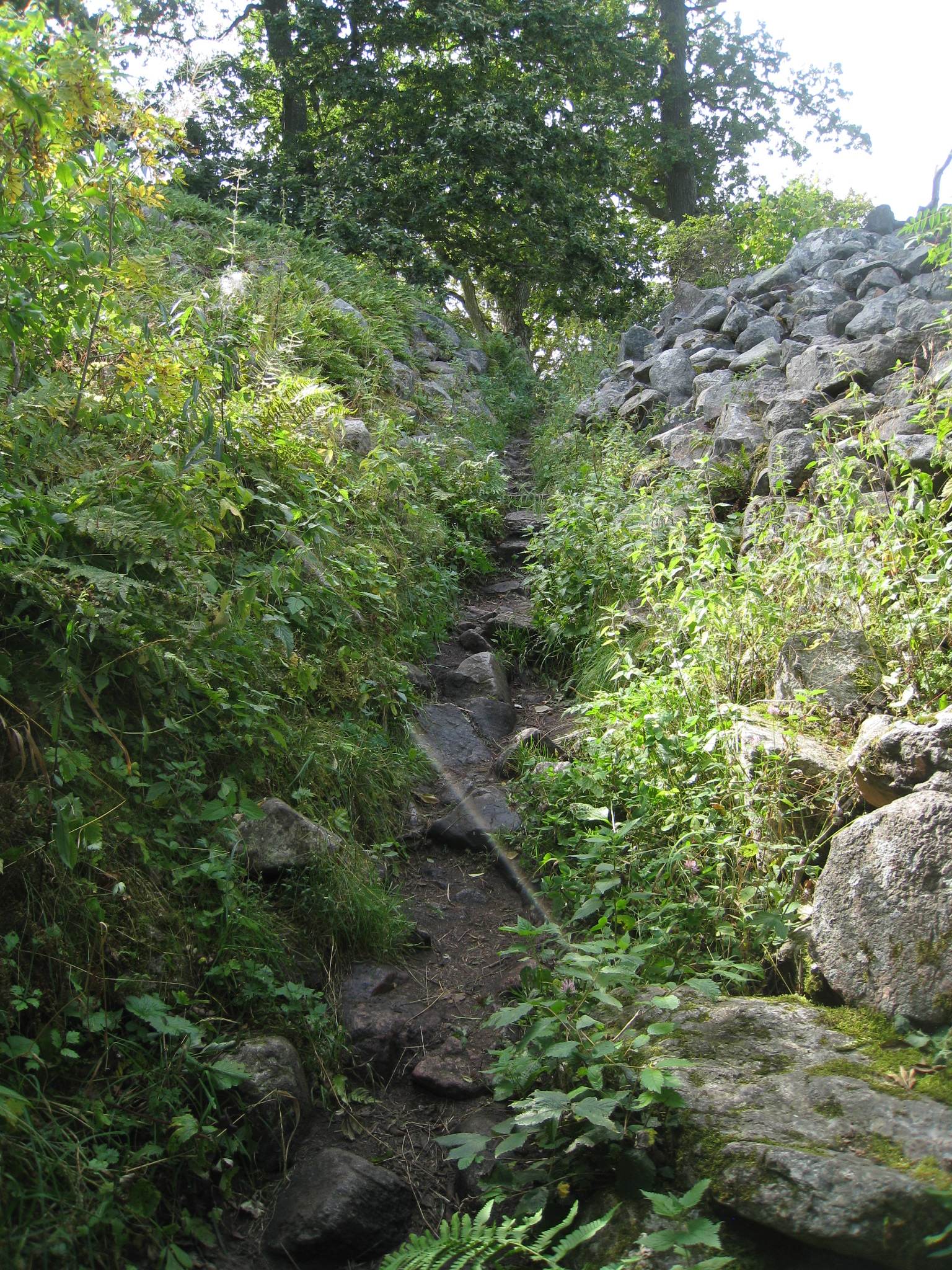
Muröppningen på väg upp mot den "yttre borggården".

Gåseborg fornborg är en troligen 1500 år gammal fornborg som ligger längs vattnet mellan Mälaren och Jakobsberg, i Viksjö, Järfälla kommun i Stockholms län. Fornborgen som är en av Mälardalens mest imponerande av sitt slag, ligger inom Görvälns naturreservat. Gåseborg byggdes någon gång under tidsperioderna yngre järnålder och vikingatiden, 400 e.Kr. - 1100 e.Kr.
Gåseborg var en länk i ett system av farledsborgar, som bevakade farleden till Sigtuna och Uppsala. Platsen, idag 45 meter över Mälaren, var strategiskt mycket viktig eftersom det vid Lövsta också fanns en av de stora överfarterna till Mälaröarna. Mälaren hemsöktes av vikingar, som kom från östra sidan Östersjön innan Stockholm hade anlagts. Från berget har man en vidsträckt utsikt över Mälaren och öarna utanför Färingsö. 

## Gåseborgs grotta

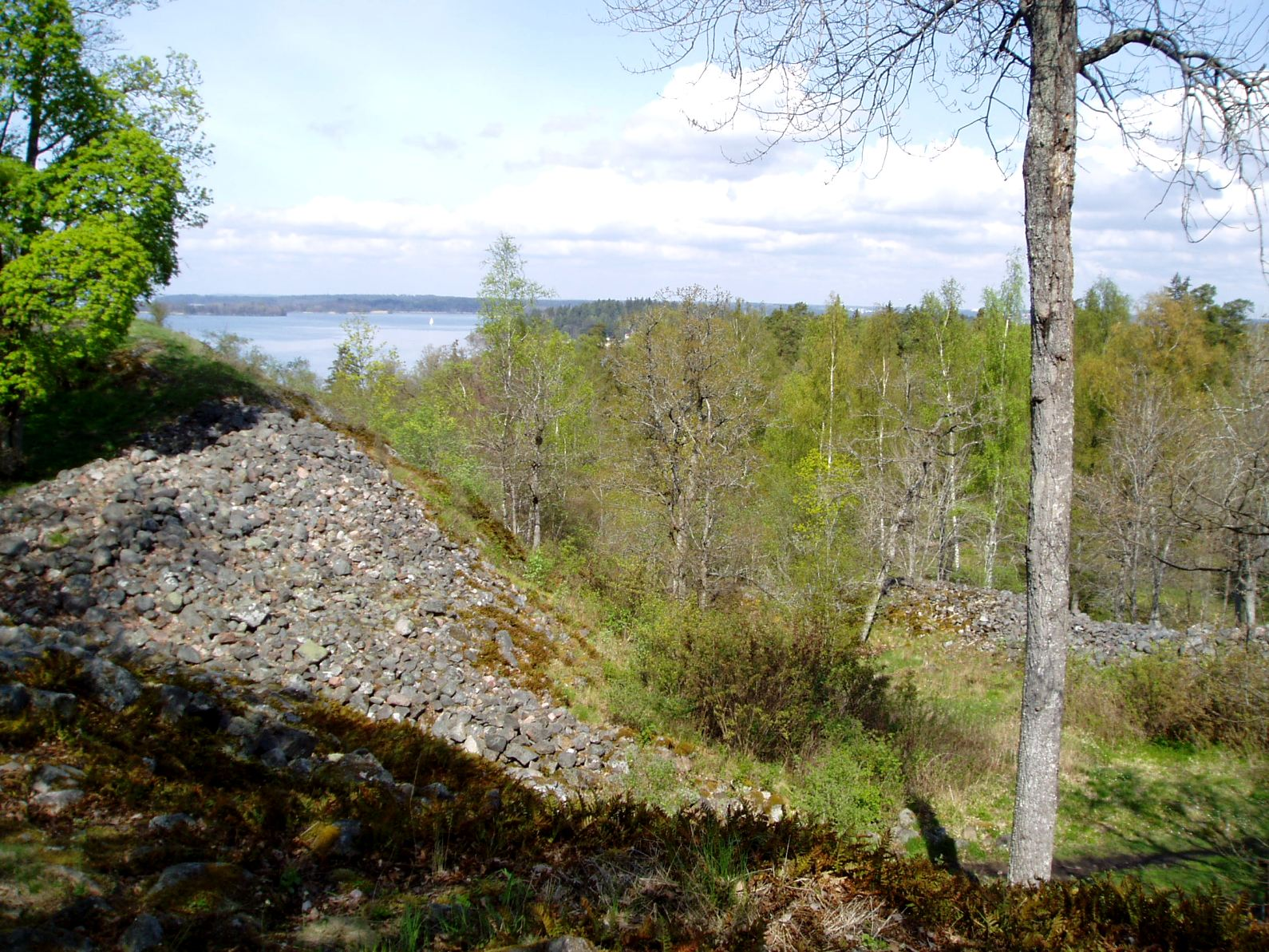
Inre (till vänster) och yttre mur (till höger).

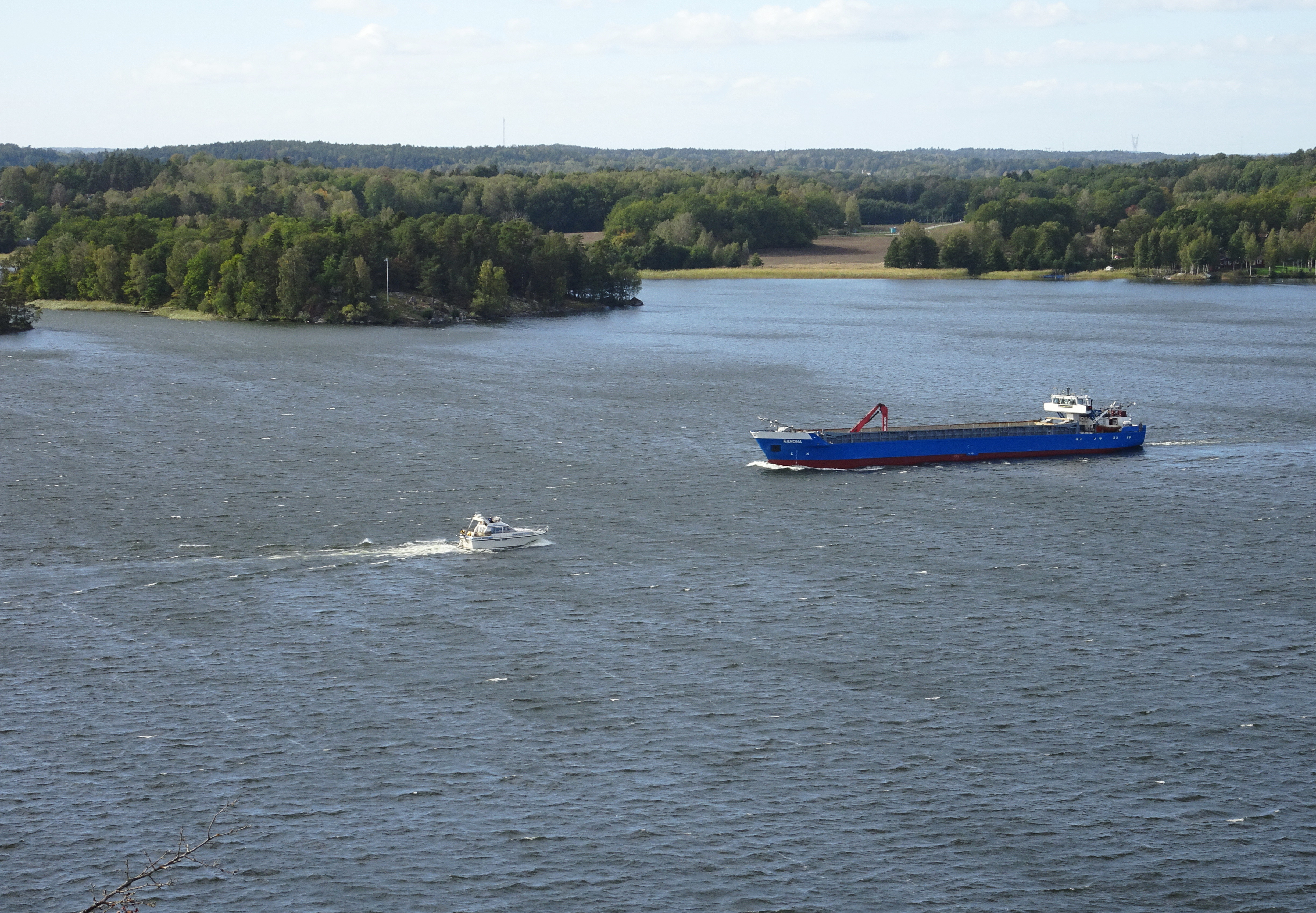
Utsikt över Mälaren från Gåseborg med Färingsö i bakgrunden.

Gåseborgs grotta ligger en bit ner mot vattnet. Grottans tak består av ett jättelikt klippblock som kilats fast i en klyfta.

## Yttre och inre borggården
Berget utgör en naturlig borg, men det har förstärkts med två höga vallar som avskärmar en yttre och en inre "borggård". Öppningarna till den yttre och den inre borggården är förskjutna i förhållande till varandra så att det inte gick att utifrån se eller skjuta in till den inre borggården. I orostider tjänade Gåseborg som tillflyktsort och befolkningen tog hit kreatur och förnödenheter och stannade tills faran var över.

## Stenvallarna
Fornborgen är 200 x 150 meter stor och belägen på en bergshöjd som stupar brant ner till Görväln, en vik av Mälaren. Här gick tidigare en viktig farled mot norr och syftet med borgen var att bevaka denna. Förutom stupet mot vattnet begränsas borgen av sluttningar åt övriga håll och dessutom dubbla stenvallar, närmast två parallella stenvallar, som i sina södra ändar löper samman till en vall. Den inre vallen är 120 meter lång, 1–16 meter bred och upp till 1,5 meter hög medan den yttre är 80 meter lång, 5–10 meter bred och 1–3 meter hög. Det finns två ingångar försedda med trappsteg av stenhällar. Vallen är bredast vid ingången. Vallen faller från söder mot norr, först brant, sedan svagt. Strax söder om mitten är en ingång som är omkring en meter bred. En träpalissad fanns förmodligen ovanpå dessa stenmurar.

## Undersökning
Borgen undersöktes hösten 2002 av Stockholms universitet. Man hittade deglar med rester av brons och även spår av guld. Med hjälp av dessa daterades borgen till 300–500-talet e. Kr. Degelfragmenten har stora likheter med fragmenten från Helgö och är daterade till folkvandringstid. Av totalt cirka 1 400 g degelfragment är cirka 1 000 g bestämda. Övervägande degelfragment tillhör den slutna degeltypen och en mindre del tillhör typen processkärl. Jämförelser har gjorts med liknande slutna deglar och processkärl med fyndplatser från främst mellersta delen av Sverige och liknande hantverkstekniker har använts på samtliga platser. Deglarna från Gåseborg är indelade i två typer, slutna deglar och processkärl. Antalet större slutna deglar från Gåseborg uppskattas till cirka 10 och ungefär lika många av den mindre typen. Materialet representerar max 8 processkärl. Analys med SEM-EDS har gjorts på metallspåren på degelfragmenten och resultatet visade att metallspåren innehöll i genomsnitt cirka 70 procent guld, 30 procent silver och mycket liten mängd koppar. Guldblecket innehöll en legering av 65 procent guld, 30 procent silver och 5 procent koppar.

## Bilder av inre och yttre borggården vid Gåseborgs fornborg

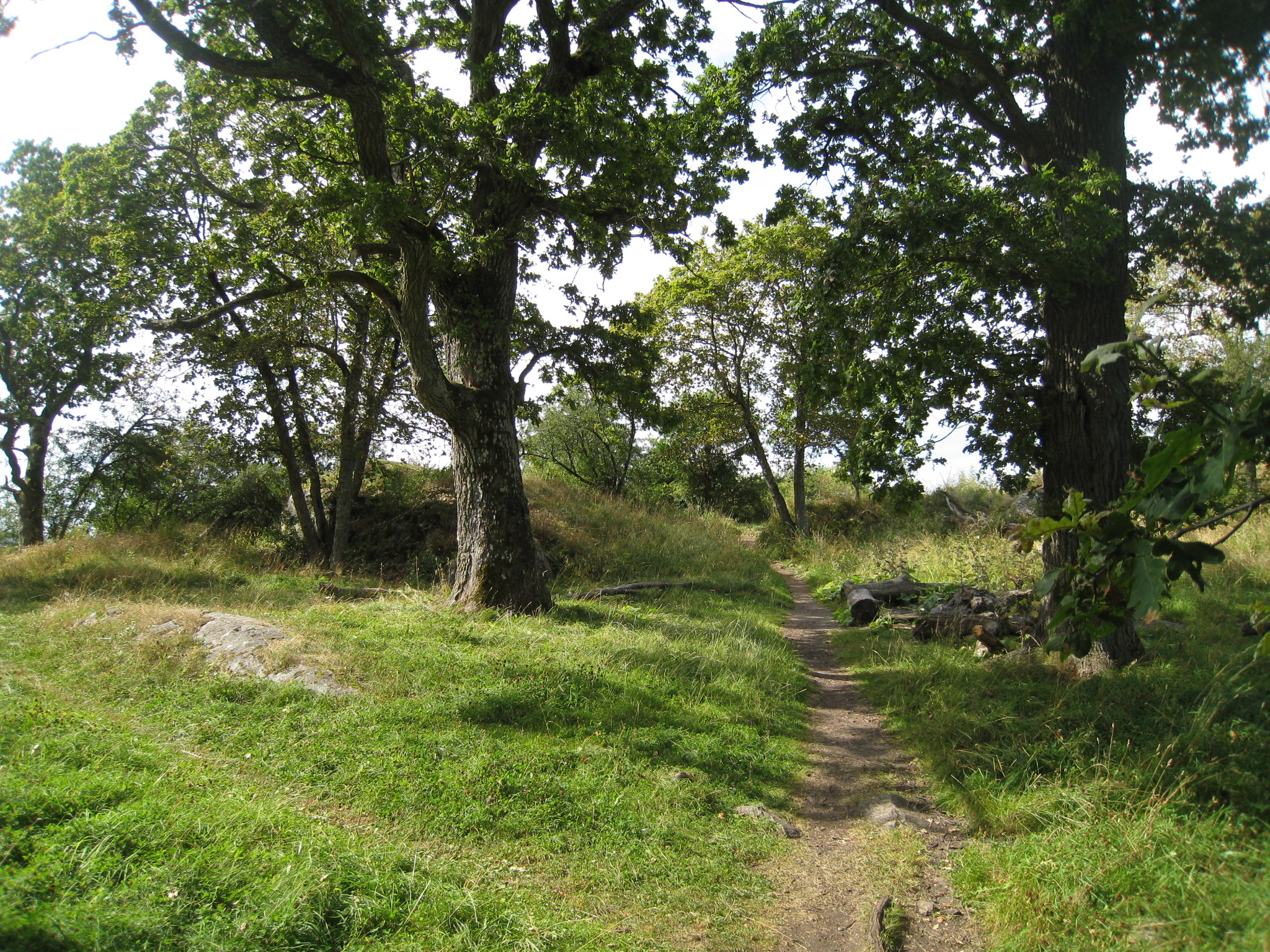
Innanför den inre och bredare muren ligger "inre borggården".
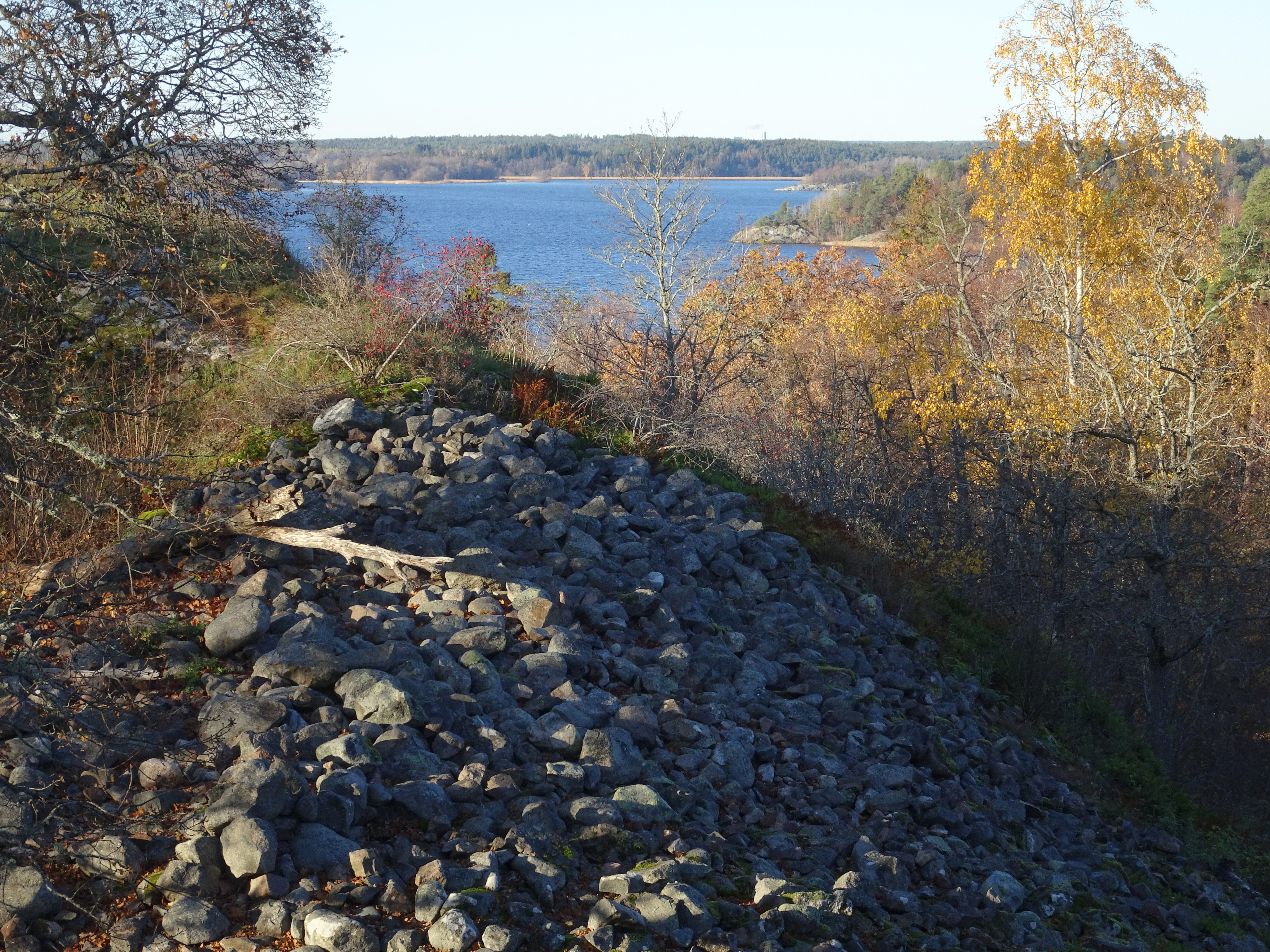
Huvudmuren med Mälaren i bakgrunden.
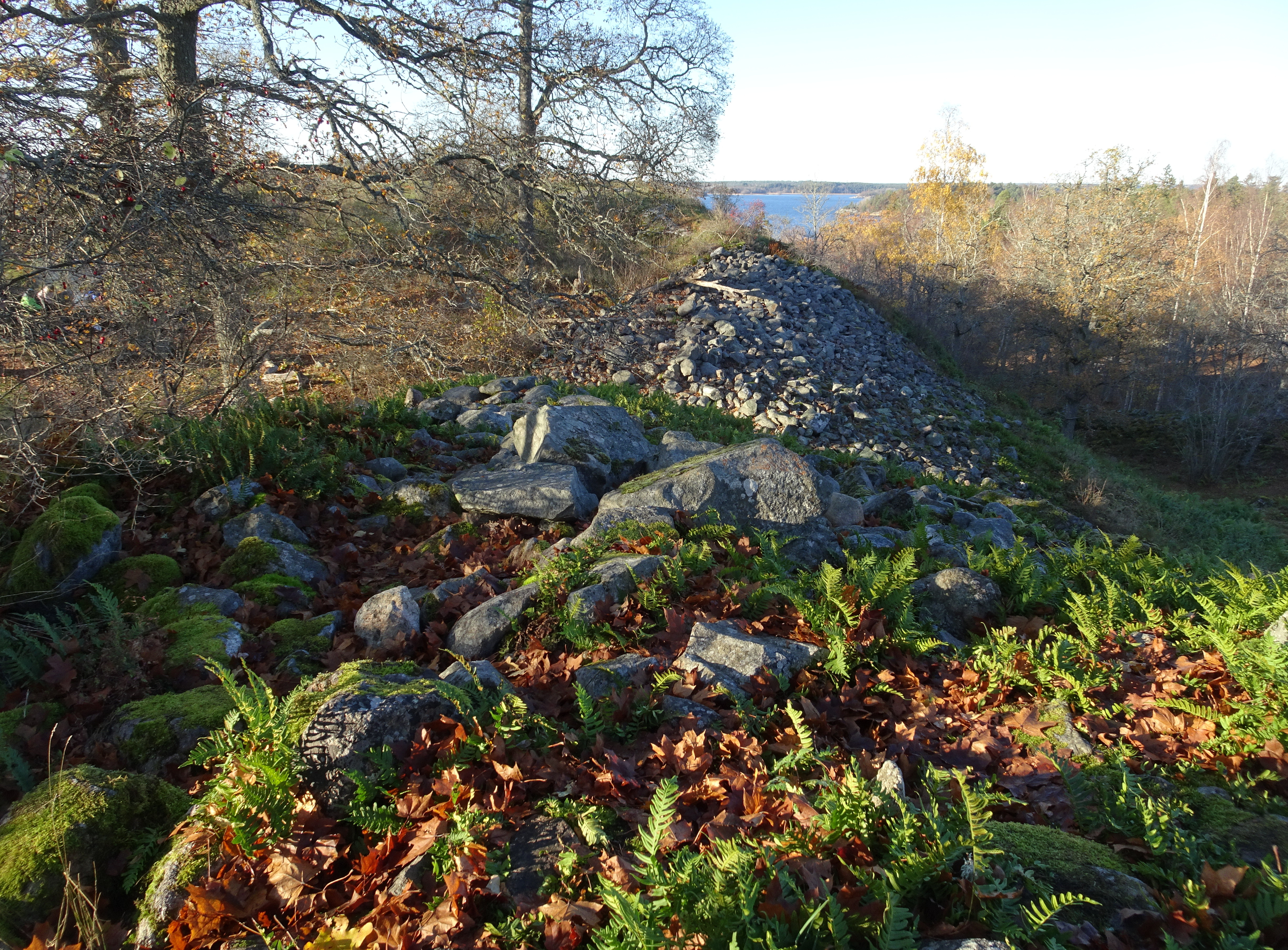
Uppgången ligger mellan båda murarna.
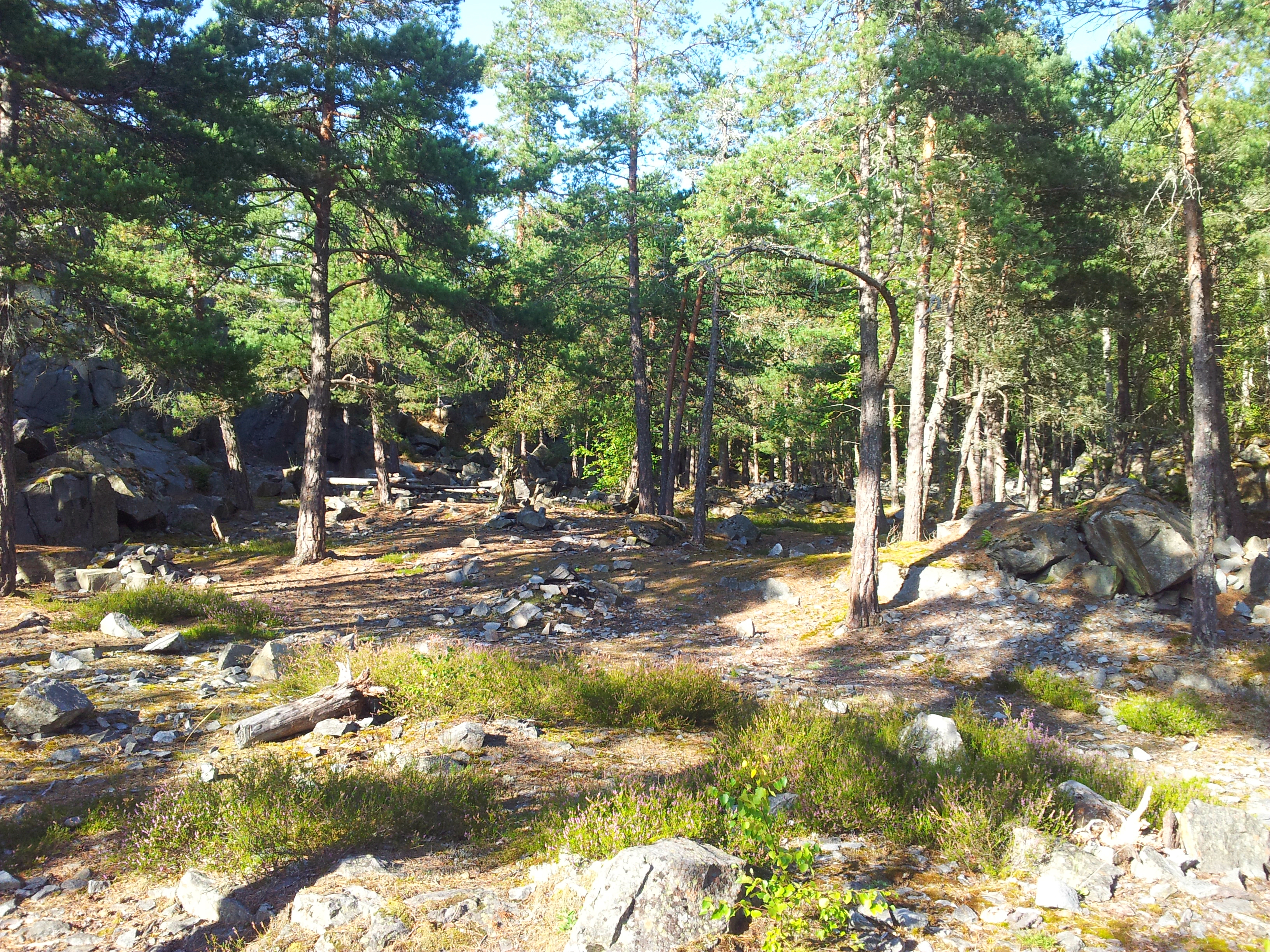
Den centrala delen av fornborgen Gåseborg